# Taugon
Taugon est une commune du sud-ouest de la France, située dans le département de la Charente-Maritime (région Nouvelle-Aquitaine).
Ses habitants sont appelés les Taugonnais et les Taugonnaises.

## Géographie

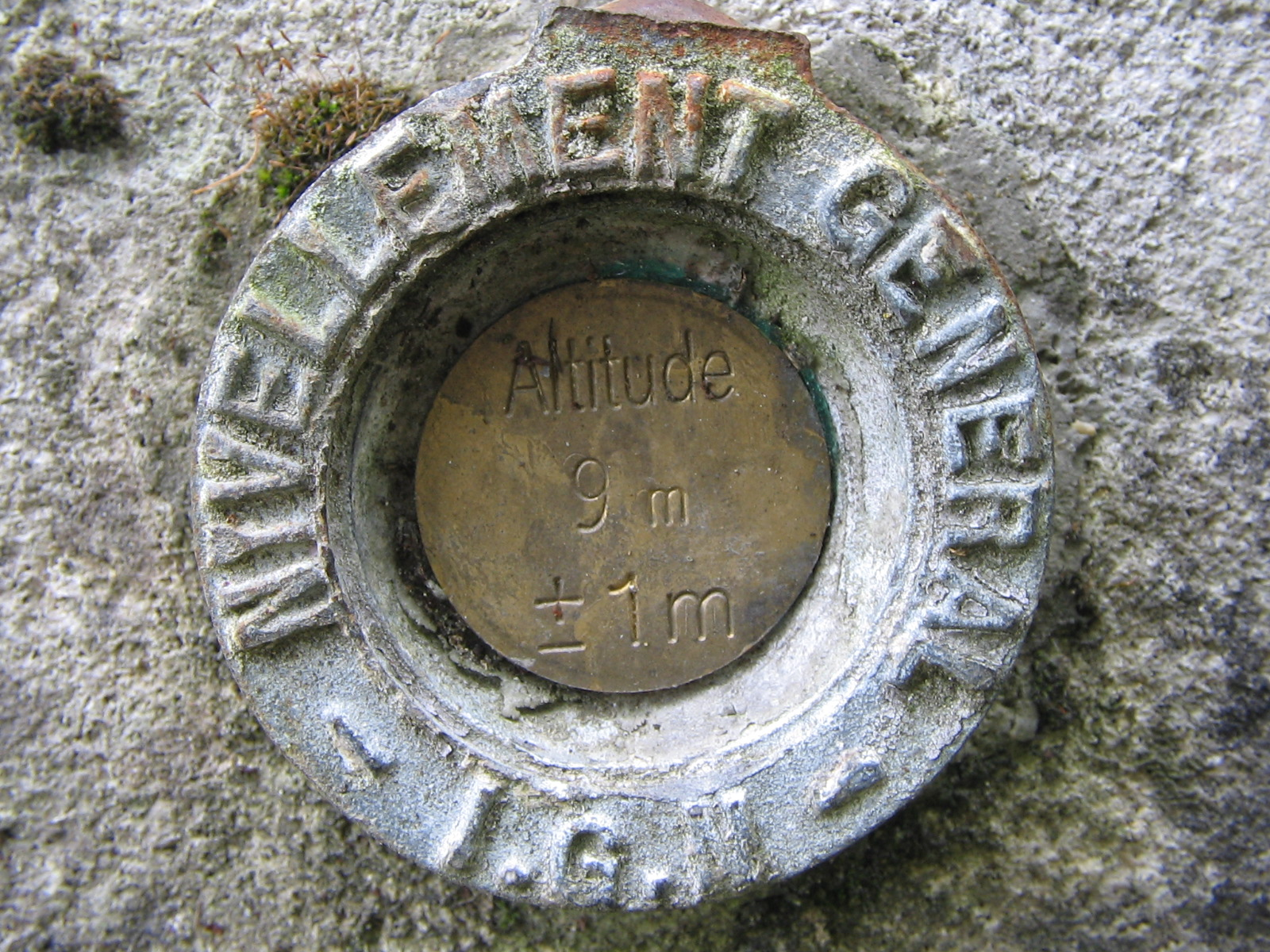
Le niveau d'altitude de Taugon.

### Communes limitrophes
|                        | Vix (Vendée)       | Maillé (Vendée) |
| Saint-Jean-de-Liversay | Taugon             | La Ronde        |
|                        | Saint-Cyr-du-Doret |                 |

## Urbanisme

### Typologie
Au 1er janvier 2024, Taugon est catégorisée commune rurale à habitat dispersé, selon la nouvelle grille communale de densité à 7 niveaux définie par l'Insee en 2022.
Elle est située hors unité urbaine. Par ailleurs la commune fait partie de l'aire d'attraction de La Rochelle, dont elle est une commune de la couronne,. Cette aire, qui regroupe 72 communes, est catégorisée dans les aires de 200 000 à moins de 700 000 habitants,.

### Occupation des sols
L'occupation des sols de la commune, telle qu'elle ressort de la base de données européenne d’occupation biophysique des sols Corine Land Cover (CLC), est marquée par l'importance des territoires agricoles (94,5 % en 2018), une proportion sensiblement équivalente à celle de 1990 (93,8 %). La répartition détaillée en 2018 est la suivante : 
terres arables (65,8 %), zones agricoles hétérogènes (15,4 %), prairies (13,3 %), forêts (2,9 %), zones urbanisées (2,6 %). L'évolution de l’occupation des sols de la commune et de ses infrastructures peut être observée sur les différentes représentations cartographiques du territoire : la carte de Cassini (XVIIIe siècle), la carte d'état-major (1820-1866) et les cartes ou photos aériennes de l'IGN pour la période actuelle (1950 à aujourd'hui).

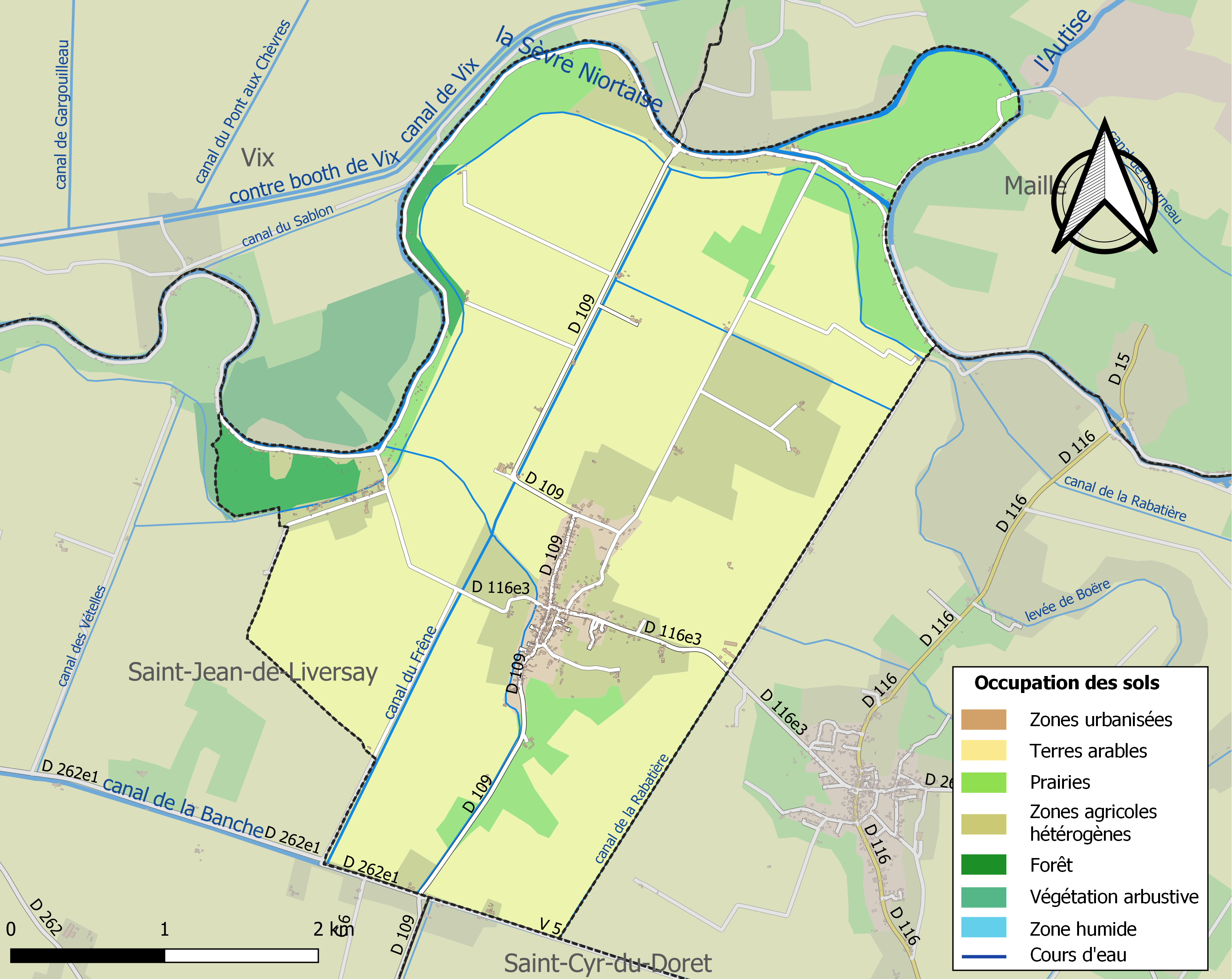
Carte des infrastructures et de l'occupation des sols de la commune en 2018 (CLC).

### Risques majeurs
Le territoire de la commune de Taugon est vulnérable à différents aléas naturels : météorologiques (tempête, orage, neige, grand froid, canicule ou sécheresse), inondations, mouvements de terrains et séisme (sismicité modérée). Il est également exposé à un risque technologique,  le transport de matières dangereuses. Un site publié par le BRGM permet d'évaluer simplement et rapidement les risques d'un bien localisé soit par son adresse soit par le numéro de sa parcelle.

#### Risques naturels
Certaines parties du territoire communal sont susceptibles d’être affectées par le risque d’inondation par débordement de cours d'eau, notamment la Sèvre Niortaise. La commune a été reconnue en état de catastrophe naturelle au titre des dommages causés par les inondations et coulées de boue survenues en 1982, 1988, 1993, 1999, 2010 et 2019,.

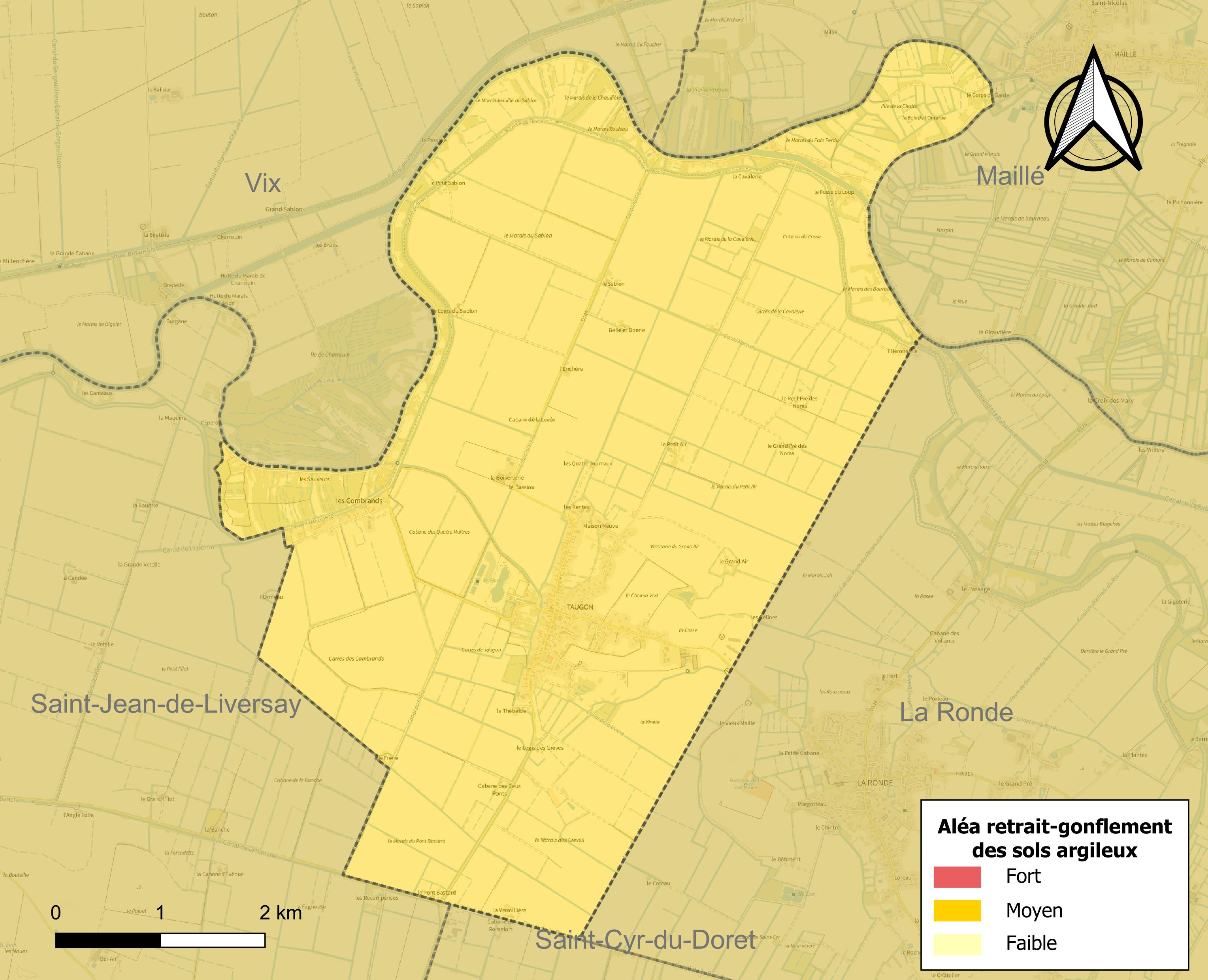
Carte des zones d'aléa retrait-gonflement des sols argileux de Taugon.

Les mouvements de terrains susceptibles de se produire sur la commune sont des tassements différentiels.
Le retrait-gonflement des sols argileux est susceptible d'engendrer des dommages importants aux bâtiments en cas d’alternance de périodes de sécheresse et de pluie. La totalité de la commune est en aléa moyen ou fort (54,2 % au niveau départemental et 48,5 % au niveau national). Sur les 468 bâtiments dénombrés sur la commune en 2019,  468 sont en aléa moyen ou fort, soit 100 %, à comparer aux 57 % au niveau départemental et 54 % au niveau national. Une cartographie de l'exposition du territoire national au retrait gonflement des sols argileux est disponible sur le site du BRGM,.
Par ailleurs, afin de mieux appréhender le risque d’affaissement de terrain, l'inventaire national des cavités souterraines permet de localiser celles situées sur la commune.
Concernant les mouvements de terrains, la commune a été reconnue en état de catastrophe naturelle au titre des dommages causés par la sécheresse en 1989, 1991, 2003, 2005 et 2017 et par des mouvements de terrain en 1999 et 2010.

#### Risques technologiques
Le risque de transport de matières dangereuses sur la commune est lié à sa traversée par une ou des infrastructures routières ou ferroviaires importantes ou la présence d'une canalisation de transport d'hydrocarbures. Un accident se produisant sur de telles infrastructures est susceptible d’avoir des effets graves sur les biens, les personnes ou l'environnement, selon la nature du matériau transporté. Des dispositions d’urbanisme peuvent être préconisées en conséquence.

## Toponymie
Le nom de la commune pourrait provenir de l'anthroponyme Dalvinus.
En 1197, elle apparaît sous le nom de Insula Talgon.

## Histoire
Taugon, commune créée en 1847 par démembrement de la commune de La Ronde.

## Administration

### Liste des maires
| Période                                  | Période  | Identité           | Étiquette | Qualité                               |
| ---------------------------------------- | -------- | ------------------ | --------- | ------------------------------------- |
| 1877                                     | 1912     | Stanislas SEIGNEAU |           |                                       |
| 1912                                     | 1919     | François BONAVITA  |           |                                       |
| 1914                                     | 1919     | Émile GENAUZEAU    |           | conseiller délégué, maire par intérim |
| 1919                                     | 1945     | Eugène DUFOURD     |           |                                       |
| 1945                                     | 1953     | Hubert DUFOURD     |           |                                       |
| 1953                                     | 1977     | William MARS       |           |                                       |
| 1977                                     | 1983     | André THÉAU        |           |                                       |
| 1983                                     | 1989     | Claudette MERCIER  |           |                                       |
| 1989                                     | 1995     | André PHILIPPE     |           |                                       |
| 1995                                     | 2001     | Louis SERINET      |           |                                       |
| 2001                                     | 2014     | Catherine GANNE    |           | Agricultrice                          |
| 2014                                     | En cours | Gérard BOUHIER     |           | Retraité (fonction publique)          |
| Les données manquantes sont à compléter. |          |                    |           |                                       |

## Démographie
En 2022, la commune de Taugon comptait 772 habitants. À partir du XXIe siècle, les recensements réels des communes de moins de 10 000 habitants ont lieu tous les cinq ans. Les autres « recensements » sont des estimations.
| 1793  | 1800  | 1806  | 1821  | 1831  | 1836  | 1841  | 1846  | 1851  |
| ----- | ----- | ----- | ----- | ----- | ----- | ----- | ----- | ----- |
| 2 200 | 2 006 | 1 962 | 2 036 | 2 208 | 2 361 | 2 563 | 2 684 | 1 159 |

| 1856  | 1861  | 1866  | 1872  | 1876  | 1881  | 1886  | 1891  | 1896  |
| ----- | ----- | ----- | ----- | ----- | ----- | ----- | ----- | ----- |
| 1 190 | 1 280 | 1 361 | 1 344 | 1 308 | 1 268 | 1 228 | 1 248 | 1 281 |

| 1901  | 1906  | 1911  | 1921 | 1926 | 1931 | 1936 | 1946 | 1954 |
| ----- | ----- | ----- | ---- | ---- | ---- | ---- | ---- | ---- |
| 1 200 | 1 193 | 1 098 | 890  | 861  | 803  | 783  | 719  | 668  |

| 1962 | 1968 | 1975 | 1982 | 1990 | 1999 | 2004 | 2006 | 2009 |
| ---- | ---- | ---- | ---- | ---- | ---- | ---- | ---- | ---- |
| 667  | 682  | 653  | 674  | 610  | 612  | 624  | 650  | 791  |

| 2014 | 2019 | 2022 | - | - | - | - | - | - |
| ---- | ---- | ---- | - | - | - | - | - | - |
| 806  | 784  | 772  | - | - | - | - | - | - |

## Lieux et monuments

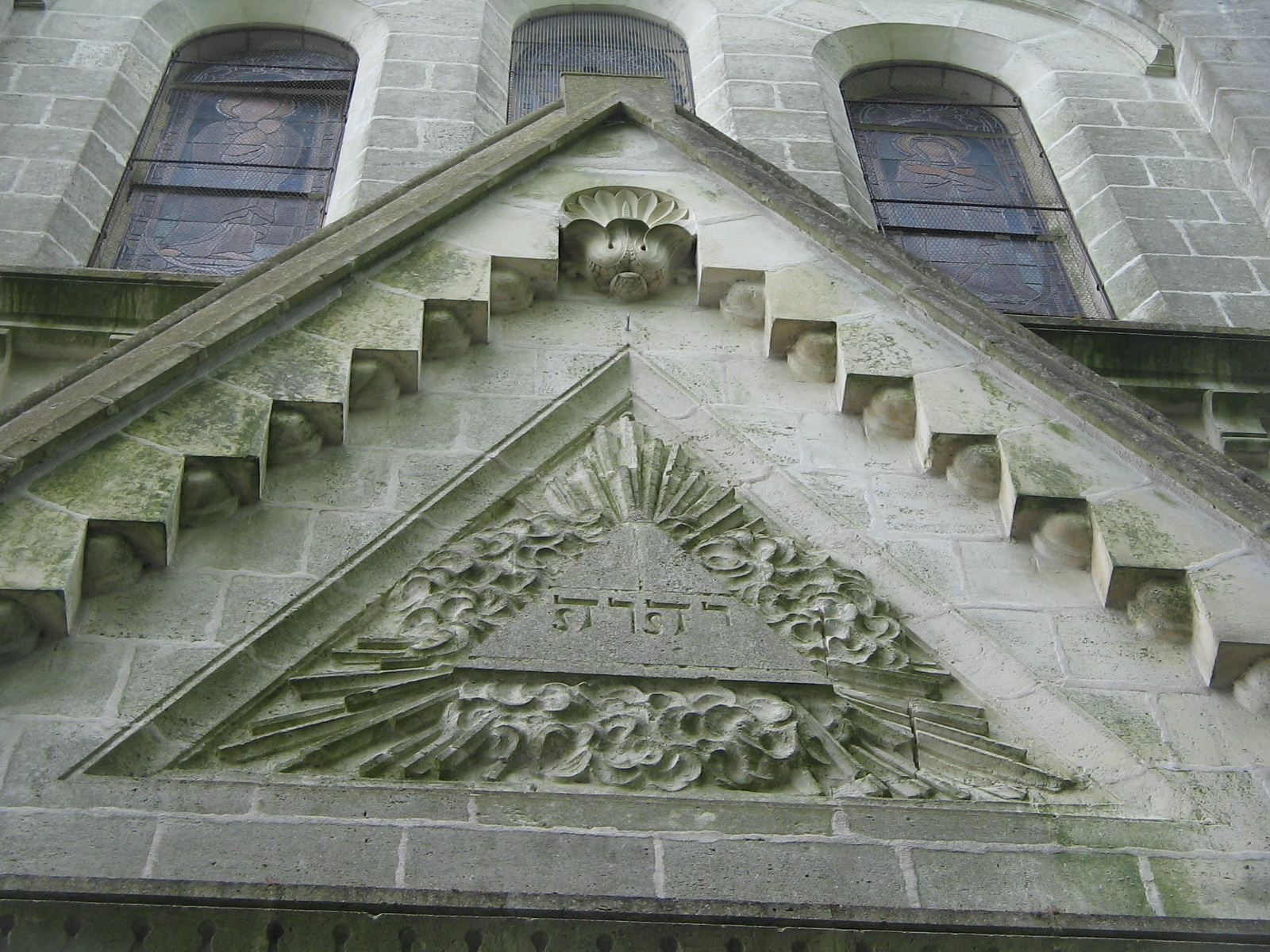
Détail de l'église de Taugon.

Église Saint-Jean-Baptiste